# Dome (geologie)

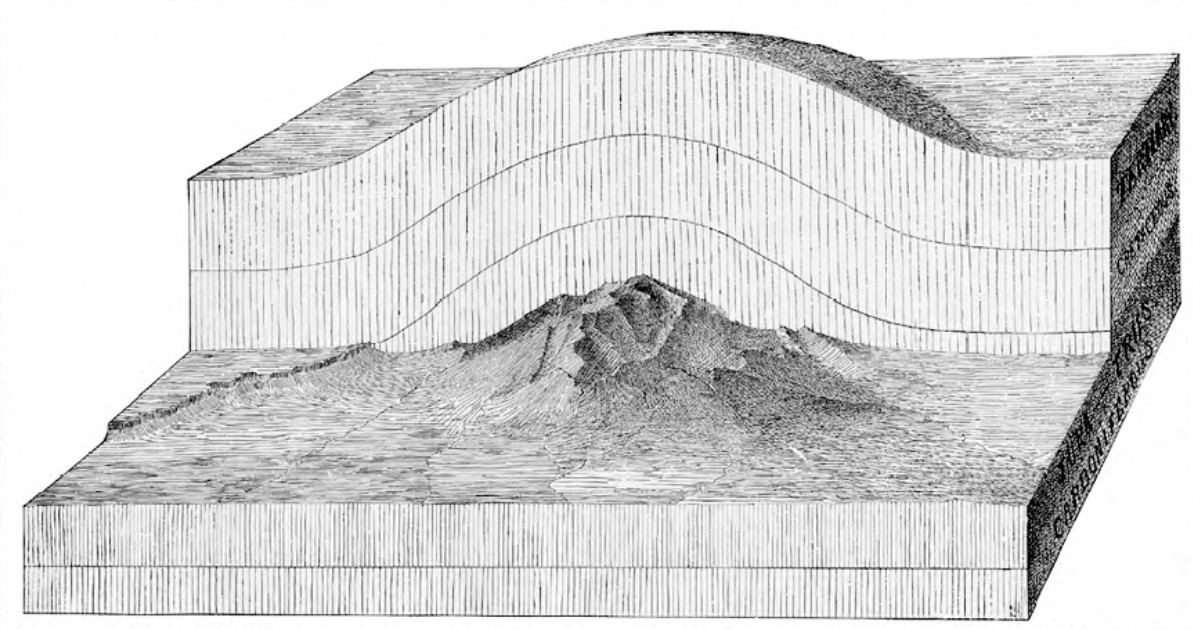
Schets van Mount Ellsworth in Utah (VS) en de overkoepelende structuur in gesteentelagen; door de geoloog Grove Karl Gilbert in 1877. Mount Ellsworth bestaat uit een laccoliet, een groot lichaam van gestold magma. Gilbert was een van de eerste geologen die domes in gesteentelagen over intrusies verklaarden door het omhoogkomen van magma onder de lagen.

Een dome is in de geologie een grote koepelvormige structuur in het gesteente met een van boven gezien bij benadering ronde of ellipsvormige vorm. De meeste domes zijn opgeheven of anticlinale structuren. Domes kunnen enkele tientallen meters, maar ook honderden kilometers groot zijn. Vanaf het midden van de dome helt het gesteente in alle richtingen naar beneden. Voorbeelden van geologische domes zijn modder- of zoutdiapieren, vulkanische gebieden waar de aardkorst omhoog beweegt, en opgeheven terreinen in kratons. In de geomorfologie is een dome een koepelvormige landvorm. Een dergelijke landvorm kan zijn ontstaan door een geologische domestructuur in de ondergrond, maar dat hoeft niet het geval te zijn.

## Ontstaanswijze
Domes die bestaan uit naar alle richtingen naar beneden hellende sedimentaire lagen zijn meestal ontstaan door twee of meer opeenvolgende fasen van plooiing met sterk afwijkende richtingen - zodat de plooien een grote hoek met elkaar maken. De welvingen in de gesteentelagen die daarbij ontstaan vormen een interferentiepatroon van domes en bekkens. Individuele domes zijn in dat geval typisch een paar honderd meter tot enkele kilometers groot. Net als bij normale (enkelvoudige) plooien zijn in een dergelijk interferentiepatroon de domes vaak de gebieden waar meer erosie optreedt, terwijl de bekkens tussen de domes in gebieden zijn waar nieuwe sedimenten kunnen worden afgezet. Een dome is daarom vaak een structuur waarbij de lagen in het centrum ouder, en naar buiten toe jonger zijn.
Domes in gesteentes of gesteentelagen kunnen ook het gevolg zijn van het omhoogkomen van magmatische intrusies (laccolieten of batholieten) of diapieren van zout, modder, of zand. Bij dergelijke structuren heeft een omhoogbewegende lichaam het bovenliggende gesteente als het ware in een koepelvorm gedrukt. Gewoonlijk zijn domes boven zoutdiapieren niet veel groter dan enkele kilometers. Vulkanische intrusies kunnen veel grotere omvang hebben. In een vulkanisch gebied zorgt de grotere warmtestroom daarnaast voor het uitzetten en daardoor omhoog komen van de korst. Dit kan een domestructuur veroorzaken met de grootte van het hele gebied. Een voorbeeld is de Afardriehoek in het oosten van Afrika, een vulkanisch en magmatisch actieve regio die geologisch recent in zijn geheel omhoog gekomen is.
Voor de exploratie- en olie-industrie zijn domes interessante structuren. Als zich in een dome een afsluitende laag bevindt, helt deze naar alle richtingen naar beneden. Eronder kan olie of gas gevangen zitten.
Continenten bevatten domestructuren die een veel grotere schaal hebben. Zulke domes kunnen een groot deel van een kraton beslaan. Ze zijn typisch ongeveer een kilometer hoog en enkele tientallen tot een paar honderd kilometer breed. Voorbeelden zijn de domes die rond de Tibesti- en Ahaggargebergtes in het noorden van Afrika zijn gecentreerd. De flanken van deze domes zijn bedekt met sedimenten uit "jongere" geologische tijden, zoals het Mesozoïcum of Kenozoïcum. De kern van de domes is een geologisch schild: een gebied waar dankzij de erosie ouder sokkelgesteente aan de oppervlakte ligt. Sommige domes worden doorsneden door een of meerdere rifts, of hebben recent alkalien vulkanisme in de kern.
In de kern van veel gebergtegordels komen kilometers grote, langgerekte domes van gneis en graniet voor. Meestal vormen deze terreinen en soms dekbladen. Deze gneisdomes zijn ontstaan doordat delen van de aardkorst bij de gebergtevorming dieper de Aarde in bewogen, waar de temperatuur hoog genoeg was om het gesteente partieel te doen smelten. Door de relatief lage dichtheid zijn ze op zulke diepte niet stabiel, waardoor ze op plastische wijze diapirisch omhoog bewogen.
In een enkel geval is geopperd dat een dome het gevolg was van een meteorietinslag.